# Giuseppe Beltrami
Giuseppe Beltrami, italijanski rimskokatoliški duhovnik, škof in kardinal, * 17. januar 1889, Fossano, † 13. december 1973.

## Življenjepis
5. marca 1916 je prejel duhovniško posvečenje.
20. februarja 1940 je bil imenovan za naslovnega nadškofa Damaska in za apostolskega nuncija v Gvatemali in v Salvadorju; 7. aprila istega leta je prejel škofovsko posvečenje.
15. novembra 1945 je bil imenovan za apostolskega nuncija v Kolumbiji, 4. oktobra 1950 za apostolskega nuncija v Libanonu in 31. januarja 1959 za apostolskega internuncija na Nizozemskem.
26. junija 1967 je bil povzdignjen v kardinala in imenovan za kardinal-duhovnika S. Maria Liberatrice a Monte Testaccio.
22. julija 1967 se je upokojil iz diplomatske službe.